# Robert Lucas Jr.
Robert Emerson Lucas Jr. (ur. 15 września 1937 w Yakima, Waszyngton, zm. 15 maja 2023 w Chicago, Illinois) – amerykański ekonomista, laureat Nagrody Banku Szwecji im. Alfreda Nobla w dziedzinie ekonomii w 1995 roku.

## Życiorys
W latach 1967–1974 profesor Carnegie Mellon University w Pittsburghu, od 1975 r. profesor University of Chicago; był członkiem Amerykańskiej Akademii Umiejętności w Bostonie (od 1980) oraz Narodowej Akademii Nauk w Waszyngtonie (od 1981). Prowadził badania w dziedzinie makroekonomii.
W 1972 roku opublikował wpływowy artykuł zatytułowany Expectations and the Neutrality of Money, w którym znacząco rozwinął podstawy teorii racjonalnych oczekiwań, opracowane w roku 1961 przez Johna Mutha. Mniej więcej w tym samym okresie ekonomiści Milton Friedman i Edmund Phelps krytykowali pogląd, że wyższa inflacja prowadzi do niższego bezrobocia. Konkluzja taka wynikała z tzw. krzywej Phillipsa. Ekonomiści powołujący się na Phillipsa twierdzili, że dążenie do obniżenia inflacji zwiększy bezrobocie. Friedman i Phelps twierdzili, że pracownicy nie zwracają uwagi na płace nominalne, a na płace realne (czyli po uwzględnieniu inflacji), polityka monetarna może krótkoterminowo obniżyć bezrobocie, ale w długim horyzoncie powróci ono do poprzedniego poziomu. Lucas rozwinął ich rozumowanie o krok dalej, argumentując, że wyłącznie niespodziewane przez społeczeństwo zmiany w podaży pieniądza, mogą mieć wpływ na zmiany bezrobocia. Zmiany prawidłowo antycypowane przez społeczeństwo będą skutkowały wyłącznie wyższą inflacją bez wpływu na bezrobocie. Innymi słowy, zdaniem Lucasa aby polityka pieniężna była skutecznym narzędziem w walce z bezrobociem musi być ona nieprzewidywalna.
W 1976 roku opublikował inny wpływowy artykuł zatytułowany Econometric Policy Evaluation: A Critique i znany obecnie jako krytyka Lucasa. Argumentował w nim, że ówczesne modele ekonometryczne gospodarek nie mogą być używane do obliczania wiarygodnych prognoz ekonomicznych, ponieważ zależą one od oczekiwań społeczeństwa odnośnie do polityki gospodarczej rządu. Wraz ze zmianą tej polityki ulegają zmianie również równania opisujące gospodarkę i modele ekonometryczne oszacowane dla danych z jednego okresu, gdy obowiązywała jedna polityka gospodarcza tracą ważność w innym okresie, w którym polityka gospodarcza jest inna. Chociaż nie wszyscy ekonomiści zgadzają się z tezą krytyki Lucasa, miała ona znaczący wpływ na rozwój makroekonomii doprowadzając między innymi do prób uwzględnienia oczekiwań społecznych w modelach makroekonomicznych, co zapoczątkowało nurt nowej ekonomii keynesowskiej.
W 1995 r. otrzymał Nagrodę Banku Szwecji im. Alfreda Nobla za opracowanie i przygotowanie do praktycznych zastosowań hipotezy racjonalnych oczekiwań i gruntowną przebudowę analizy makroekonomicznej oraz pogłębienie wiedzy o polityce ekonomicznej.